# Pedicularis densiflora
Pedicularis densiflora é uma planta do género Pedicularis e da família Orobanchaceae.
Os brotos da "P. densiflora" são vendidos como erva medicinal e também são fumados devido seus efeitos psicoativos. Estes efeitos incluem relaxamento muscular, tranquilizante e sedativo.